# Соловйова Ірина Боянівна
Ірина Боянівна Соловйова (нар. 1937) — радянська спортсменка-парашутистка, у 1962—1969 роках — член відділу космонавтів, полковник.
До часу зарахування у відділ космонавтів виконала близько 700 стрибків з парашутом. Загалом стрибків — приблизно 2500, виконувала стрибки у 1992 році разом з космонавтами у віці 55 років.

## Життєпис
Ірина Соловйова народилася 6 вересня 1937 року на Киреївському руднику Дедилівського району Тульської області РРФСР.
У 1954 році закінчила школу № 22 в місті Сєров Свердловської області. Провчилась 10 класів.
З вересня 1954 року навчалася на будівельному факультеті Уральського політехнічного інституту в Свердловську, який закінчила у червні 1959 року. З 1955 року займалася в Свердловському аероклубі їм. А. К. Сєрова. У 1960—1962 роках входила в збірну команду країни з парашутного спорту. Майстер спорту СРСР з парашутного спорту (1959 рік).
З серпня 1959 року по березень 1962 року працювала інженером проектно-конструкторського бюро тресту «Ураленергомонтаж» у Свердловську. 10 квітня 1962 року у зв'язку з зарахуванням у загін космонавтів ЦПК покликана на службу в Радянську Армію Кіровським РВК міста Свердловська[джерело?].

### Космонавтика
Пройшла стаціонарне медичне обстеження в ЦВНІАГ у складі першої групи з 9 осіб в лютому 1962 року. 3 березня на засіданні комісії з відбору космонавтів Ірина була рекомендована в космонавти-слухачі. Зарахована на посаду слухача-космонавта 2-го загону ЦПК ВПС наказом Голови ВПС № 67 від 12 березня 1962 року. З 12 березня по листопад 1962 року проходила підготовку і після здачі державних іспитів з 1 грудня 1962 року була переведена на посаду космонавта 1-го загону (з 21 березня 1963 року — в другому загоні, з 14 березня 1966 року — знову в першому загоні)[джерело?].
З січня по 25 травня 1963 року готувалася до польоту на космічному кораблі «Восток-6» за програмою жіночого польоту у складі групи разом з Терешковою, Пономарьовою, Йоркіною. 10 травня 1963 року була призначена основним дублером Валентини Терешкова
З січня по травень 1966 року разом з Пономарьовою проходила підготовку для 10-15-денного польоту влітку 1966 року на кораблі «Восход-5» з першим багатомісним жіночим екіпажем і першим виходом жінки у відкритий космос. Політ був скасований у зв'язку із закриттям програми «Восход».
Відрахована з загону 1 жовтня 1969 року наказом Голови ВПС № 945 в зв'язку з розформуванням жіночої групи космонавтів.
З вересня 1964 по липень 1967 року навчалася на інженерному факультеті ВПІА їм. Жуковського. Закінчивши її, отримала кваліфікацію «льотчик-космонавт-інженер». З 1 жовтня 1969 року працювала на різних посадах в НДІ ЦПК. З жовтня 1969 — молодший науковий співробітник 2-го відділення науково-дослідного та методичного відділу (НІМО) підготовки космонавтів, 30 квітня 1974 року — на тій же посаді у 3-й лабораторії, з 29 грудня 1978 року — в 4-й лабораторії. З 27 березня 1980 року працювала старшим науковим співробітником 5-ї лабораторії, з 29 січня 1982 року — 6-ї лабораторії, з 30 березня 1988 року — в 1-й лабораторії 2-го відділу.
У 1980 році в Інституті психології АН СРСР захистила дисертацію на здобуття наукового ступеня кандидата психологічних наук.
З 1991 року працює старшим науковим співробітником 50-го відділу РГНДІ ЦПК, займається дослідженнями психології праці в екстремальних умовах.
31 березня 1991 року звільнена з дійсної військової служби у відставку за віком.

## Військові звання
- Рядовий — з 10.04.1962 року.
- Молодший лейтенант — з 15.12.1962 року.
- Лейтенант — з 26.12.1963 року.
- Старший лейтенант-інженер — з 09.01.1965 року.
- Капітан-інженер з 03.12.1971 року.
- Майор-інженер — з 24.03.1972 року.
- Підполковник-інженер — 30.04.1980 року.
- Полковник-інженер — з 23.12.1981 року.
- Полковник ВПС — з 14.05.1984 року. З 12 травня 1991 року — у відставці.

## Нагороди
- Нагороджена орденом «За службу Батьківщині у Збройних Силах СРСР» 3-го ступеня та медалями.
- Знаком «Почесний полярник» — у складі команди «Метелиця».

## Арктичні мандрівки
З 1974 року Соловйова входить в жіночу команду «Метелиця», здійснюючи високоширотні експедиції на лижах. Брала участь у лижних експедиціях до Землі Франца-Йосипа і східній частині Таймиру. Психолог команди і помічник керівника експедицій.